# 杨仪
楊儀（2世紀—235年），字威公，襄陽人。三國時蜀漢文臣，北伐時期諸葛亮部屬。諸葛亮歿後，成功除掉政敵魏延，後因升遷受阻而心懷怨懟、口出反逆之言，被劉禪下獄，終在獄中自盡。

## 生平
楊儀最初在曹魏荊州刺史傅群手下擔任主簿（文官，次於功曹），後私自投奔關羽，關羽任命楊儀為功曹（郡縣的書吏），並派遣楊儀入蜀詣見劉備。入四川後，劉備與論軍國大事，受到劉備賞識，命為左將軍兵曹掾，後來升任尚書。但任尚書期間因與尚書令劉巴不睦，遂被貶為遙署弘農太守（弘農為曹魏領地，有名無實）。
後來楊儀跟隨諸葛亮北伐，任相府隨軍長史，加綏軍將軍，（當時即使是文官，在官職之後也會加上將軍號）由於頗有才能，深受諸葛亮重用，每次兵出，“常規劃分部，籌度糧穀，不稽思慮，斯須便了，軍戎節度，取辦於儀。”然而在北伐中，楊儀又與大將魏延不和，兩人勢如水火，諸葛亮亦常對這兩位手下要員的關係十分頭痛。
據《三國志》的说法，諸葛亮於五丈原病危時，與楊儀、費禕、姜維商討退軍事宜，決議由魏延斷後，但同時也擔心魏延抗命，所以也決議如果魏延抗命的話，就自行引軍撤退，讓形勢上等同強迫魏延斷後。諸葛亮死後，楊儀掌握軍權，秘不發喪，並命費禕去試探魏延。魏延既不滿北伐又告中斷，更憤恨竟然要聽命於政敵楊儀作殿軍之將，所以強留費禕共謀奪取兵權。費禕佯裝附和，並騙魏延要回營押解楊儀為首的一干文吏過來，遂得逃出回報。魏延派人查探大營，發現大軍正在做撤退準備。魏延發覺自己被強迫斷後後勃然大怒，搶先領軍急退，並燒毀沿途閣道。此時楊魏兩人皆飛檄告狀，指控對方謀反。後主劉禪問留守的蔣琬和董允該信何人，蔣董兩人都懷疑魏延。魏延先抵達南谷口，準備回擊隨後而來的楊儀。楊儀命王平在前防禦，王平對魏延大罵：「公亡，身尚未寒，汝輩何敢乃爾！」魏延的兵士認為魏延理虧，軍隊潰散，魏延於是帶著兒子數人逃往漢中。楊儀派馬岱追殺魏延，並且夷其三族。
據《魏略》所記，受諸葛亮託付兵權的是魏延，楊儀因怕魏延趁機相害，所以造謠說魏延要北上投敵，並發兵攻之，然而被誣陷的魏延深恐與戰則清白難雪，所以只逃不戰，最後終於被追殺。
原本楊儀認為自己被諸葛亮託付後事，又為朝廷誅除了逆賊魏延，所以自己應該會繼諸葛亮後掌政，並請都尉趙正以周易卜筮，結果卜得風火家人卦，默然不悅。由於諸葛亮生前便認為楊儀心胸狹隘，比較屬意蔣琬繼任，所以後來蔣琬升任尚書令、益州刺史，而楊儀回師後被拜為中軍師，卻無所統領，虛位以待而已。蔣琬最早是楊儀的屬下，後來卻在其之上，楊儀認為自己不論年資或才幹都在蔣琬之上，所以非常不滿，口不擇言，同僚皆擔心被楊儀的口舌連累，所以避之唯恐不及。有長年交情的軍師費禕前往安慰，楊儀表示：「往者丞相亡沒之際，吾若舉軍以就魏氏，處世寧當落度如此邪！令人追悔不可複及。（當初丞相亡故之時，我如果就舉軍投靠曹魏，又怎麼會淪落到這種下場！令人後悔莫及呀。）」於是費禕向後主劉禪密告，楊儀被廢為平民，流放漢嘉郡（今四川雅安東北）。但楊儀又上書，言辭激烈，最後下獄，自殺身亡。楊儀死後，其妻子被允許回歸故里。

## 評價
- 孙权：“杨仪、魏延，牧竖小人也。虽尝有鸣吠之益于时务，然既已任之，势不得轻，若一朝无诸葛亮，必为祸乱矣。”（《三国志·蜀书·董允传》裴松之注引《襄阳记》）
- 杨戏：“威公狷狭，取异众人；闲则及理，逼则伤侵，舍顺入凶，大易之云。”
- 陈寿《三國志》評：「楊儀以當官顯……览其举措，迹其规矩，招祸取咎，无不自己也。」
- 陆文圭：“魏延及杨仪，两人蜀俊乂。各怀专忌心，曲直竟谁在。孔明惜其才，未尝辄偏废。渭南反斾归，师在千里外。朝臣意左右，魏为杨所害。杨亦不得死，晚用姜维辈。蜀竟以是亡，束手付邓艾。艾复矜其功，受制于钟会。四人共一律，皆以专忌败。家国莫不然，鸣呼可为戒。”
- 郝經：「以私忿殺大將，罪浮於延」。
- 王夫之：「杨仪福小之器耳，其曰『吾若举军就魏，宁当落度如此』。是则即为懿屈而不惭者。」（《读通鉴论·卷十·三国》）
- 蔡东藩：“魏延杨仪，心术相同，延不过早为发作，自速其死耳。若仪之与费祎言，谓不若前时就魏，是延之所未及设想者；而仪欲为之，其居心尤出延下。微诸葛丞相之善为驾驭，几何而不先作乱也？”（《后汉演义》）

## 家庭
- 兄長楊慮：字威方，自小德行素著，在江南中帶品德無人能及。一直不願出仕為官。十七歲時夭折，鄉人稱他為「德行楊君」。
- 族人楊颙：事蹟見《襄陽記》[4]

## 艺术形象

### 三國演義
在小說《三國演義》中，楊儀登場於諸葛亮北伐之時。馬謖拒諫失街亭一役中，身為長史的楊儀自動請纓，要前往代替馬謖保守街亭，諸葛亮亦表示贊同，可見諸葛亮頗信任楊儀。可惜楊儀未出發，街亭就已告失守。自此後，楊儀常隨在諸葛亮身邊，一起籌劃及商議軍中事務。第一百零一回中楊儀建議採用輪班分兵，以為長久北征之計，便深得諸葛亮所認同。
諸葛亮臨死前，將重要遺命及撤兵之計交由楊儀主理，並預料魏延將會造反，囑咐楊儀以錦囊之策加以應付。楊儀奉命行事，在與魏延對壘的陣前策動計謀，詐降魏延的馬岱隨即斬殺魏延。
當魏延與楊儀互相上奏攻軋時，吳太認為「楊儀乃文人，丞相委以長史之任，必其人可用」；蔣琬亦對楊儀作出評價，指楊儀「為人雖稟性過急，不能容物，至於籌度糧草，參贊軍機，與丞相辦事多時，今丞相臨終，委以大事，決非背反之人」；董允亦認為楊儀「才幹敏達，為丞相所任用，必不背反」。
楊儀保諸葛亮遺柩回成都後，劉禪封他為中軍師。可是楊儀卻因為不甘官位下於蔣琬，常生怨言，更說出「當初寧願投魏」的宣言。費禕向後主密陳楊儀之言，後主大怒，貶楊儀到漢嘉郡為庶民。楊儀自覺羞慚，最終自刎而死。

### 影视
- 1994年電視劇《三國演義》：孟宪礼
- 2010年電視劇《三国》：陈珊珊
- 2017年電視劇《大軍師司馬懿之軍師聯盟》：陈立新
- 2022年電視劇《風起隴西》：俞灝明

### 動漫
- 漫畫《火鳳燎原》（陳某）: 於劉備攻打荆南四郡時登場，為簡雍之部下。

## 延伸阅读
[在维基数据编辑]
 《三國志/卷40》，出自陳壽《三國志》
 在维基共享资源阅览影像